# Завуч (газета)
«Завуч» — всеукраїнський часопис для заступників директорів шкіл усіх напрямків.

## Історія та опис
Виходить з 1999 року і дотепер, видається українською мовою видавництвом «Шкільний світ». За роки виходу на шпальтах газети було надруковано близько 5000 матеріалів. Перше професійне видання для чисельної аудиторії українських завучів.
Перший редактор Віра Миколаївна Зоц, заступники — Валентина Варава та Ірина Рожнятовська.
У газеті розміщуються матеріали з нормативно-правової документації, методичної роботи, управлінських компетентностей, педагогічних технологій, психологічні поради, виховні системи, інтерв'ю, медіаосвіта, тощо.
Серед авторів відомі науковці, заступники директорів шкіл, директори шкіл, методисти.
Видання виходить за підтримки МОНУ та НАПНУ два раза на місяць, має А-4 формат, 60 сторінок. Розповсюджується виключно за передплатою через Каталог передплатних видань Укрпошти. Має власну бібліотечку — «Завуч. Бібліотека».